# Paginabeschrijvingstaal
Een paginabeschrijvingstaal (Engels: Page Description Language - PDL) is een programmeertaal voor de opmaak van een document om af te drukken op een printer.
Het beschrijft aan de hand van commando's en parameters de instellingen van papierformaat en -ligging, afdrukdichtheid, marge, lettertype en grootte, plaats en gegevens van afbeeldingen, lijnen en algemene documentinformatie.
Tegenwoordig kennen inkjet- en laserprinters één of meer paginabeschrijvingstalen, zoals PostScript van Adobe, PCL van Hewlett Packard, en IPDS en PPDS van IBM.